# Alexander Lowen
Alexander Lowen (ur. 23 grudnia 1910 w Nowym Jorku, zm. 28 października 2008 w New Canaan w stanie Connecticut) – amerykański psychiatra i psychoterapeuta. 

## Życiorys
Ukończył City College w Nowym Jorku ze stopniem licencjata ekonomii. Następnie zdał do Brooklyn Law School, gdzie otrzymał tytuł magistra prawa summa cum laude. Kontynuując studia uzyskał tytuł doktora magna cum laude. Wykładał prawo, a podczas wakacji zajmował się prowadzeniem zajęć związanych ze sportem i aktywnością fizyczną, którymi był zainteresowany od wczesnej młodości.

## Publikacje
Wydane w Polsce
(spis według kolejności ukazywania się tytułów oryginalnych, w nawiasach podano tytuły oryginalne wraz z rokiem pierwszego wydania)
- Język ciała (The Language of the Body, 1958) Ośrodek Bioenergetycznej Pracy z Ciałem, Pomocy i Edukacji Psychologicznej, Koszalin 2012
- Zdrada ciała (The Betrayal of the Body,1967) Ośrodek Bioenergetycznej Pracy z Ciałem, Pomocy i Edukacji Psychologicznej, Koszalin 2012
- Przyjemność. Kreatywne podejście do życia (Pleasure, 1970) Wydawnictwo Czarna Owca, Warszawa 2011 (wznowienie 2012)
- Depresja i ciało (Depression and the Body, 1972) Wydawnictwo Czarna Owca, Warszawa 2012
- Bioenergetyka (Bioenergetics, 1975) Ośrodek Bioenergetycznej Pracy z Ciałem, Pomocy i Edukacji Psychologicznej, Koszalin 2011
- Droga do zdrowia i witalności – Podręcznik ćwiczeń bioenergetycznych napisany wraz z żoną, Leslie Lowen (The Way to Vibrant Health, 1977) Ośrodek Bioenergetycznej Pracy z Ciałem, Pomocy i Edukacji Psychologicznej, Koszalin 2011
- Lęk przed życiem (Fear of Life, 1980) Ośrodek Bioenergetycznej Pracy z Ciałem, Pomocy i Edukacji Psychologicznej, Koszalin 2010
- Narcyzm – zaprzeczenie prawdziwego ja (Narcissism, 1984) Wydawnictwo Jacek Santorski i Spółka, Warszawa 1995 (wznowienie Ośrodek Bioenergetycznej Pracy z Ciałem, Pomocy i Edukacji Psychologicznej, Koszalin 2013)
- Miłość, seks i serce (Love, Sex and Your Heart, 1988) Wydawnictwo Pusty Obłok, Warszawa 1990 (wznowienie Wydawnictwo Czarna Owca, Warszawa 2011)
- Duchowość ciała (The Spirituality of the Body, 1990) Wydawnictwo Jacek Santorski i Spółka, Warszawa 1991 (wznowienie Wydawnictwo Czarna Owca, 2012)
- Radość (Joy, 1995) Wydawnictwo Czarna Owca, Warszawa 2010 (wznowienie 2012)
- Głos ciała. Wybrane wykłady publiczne z lat 1962-1982 (The Voice of the Body: The Role of the Body in Psychotherapy, 2005) Ośrodek Bioenergetycznej Pracy z Ciałem, Pomocy i Edukacji Psychologicznej, Koszalin 2013

Pozostałe
- Love and Orgasm, 1965
- Honoring the body: the autobiography of Alexander Lowen, 2003